# Noordzandstraat
De Noordzandstraat is een straat in Brugge.

## Beschrijving
Tussen de Grote Markt en 't Zand liepen twee parallelle straten. De ene heette Steenstraat, de andere Geldmuntstraat. Ten minste vanaf 1300 werd een deel van de Geldmuntstraat de Noordzandstraat genoemd, als de straat die naar 't Zand leidde. Het is zelfs niet onmogelijk dat die naam al in gebruik was nog voor 'Geldmuntstraat'. De twee namen verschijnen immers bijna gelijktijdig, einde 13e eeuw, in documenten. Samen vormen ze een van de belangrijkste winkelstraten in de Brugse binnenstad.
Van de Noordzandstraat zijn er verschillende vermeldingen:
- 1300: die Nort Zant Strate;
- 1315: de nord sandstrate;
- 1449: de Noordtzandstraete.

Oorspronkelijk stond er aan het einde van de straat, aan de kant van 't Zand, een stadspoort, de Noordzandpoort, met een brug over de nu overwelfde Kapucijnenrei.
Het is niet uitgesloten dat de Noordzandstraat oorspronkelijk maar begon vanaf de kruising met de Dweersstraat, net zoals dit het geval was voor de Zuidzandstraat. Men heeft het soms over Korte Noordzandstraat gehad. Vanaf een bepaald ogenblik werd het de Noordzandstraat vanaf de kruising met de Sint-Amandsstraat, terwijl de Geldmuntstraat nog slechts betrekking had op het kortste gedeelte, tot aan de Eiermarkt.
In de Franse Tijd werd 'Zand' ook als 'Zavel' begrepen (kleigrond met 60 à 80% zand) en werd de straatnaam vertaald in Rue Nord du Sablon.
De Noordzandstraat loopt van de Geldmuntstraat tot aan 't Zand. Samen met deze eerste, die er in het verlengde van ligt, vormt de Noordzandstraat vandaag een van de belangrijkste winkelstraten in de Brugse binnenstad.

## Externe link

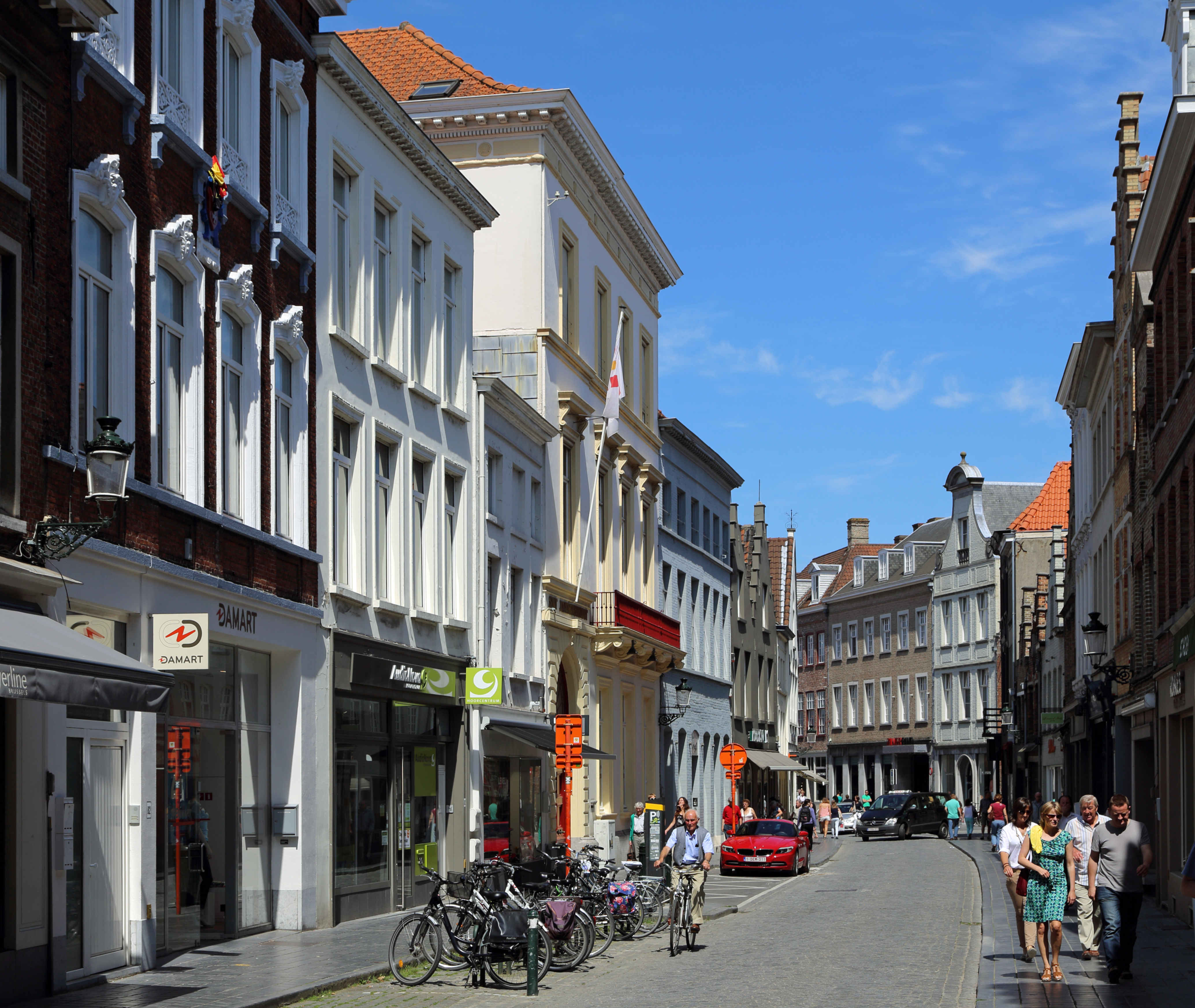
Noordzandstraat
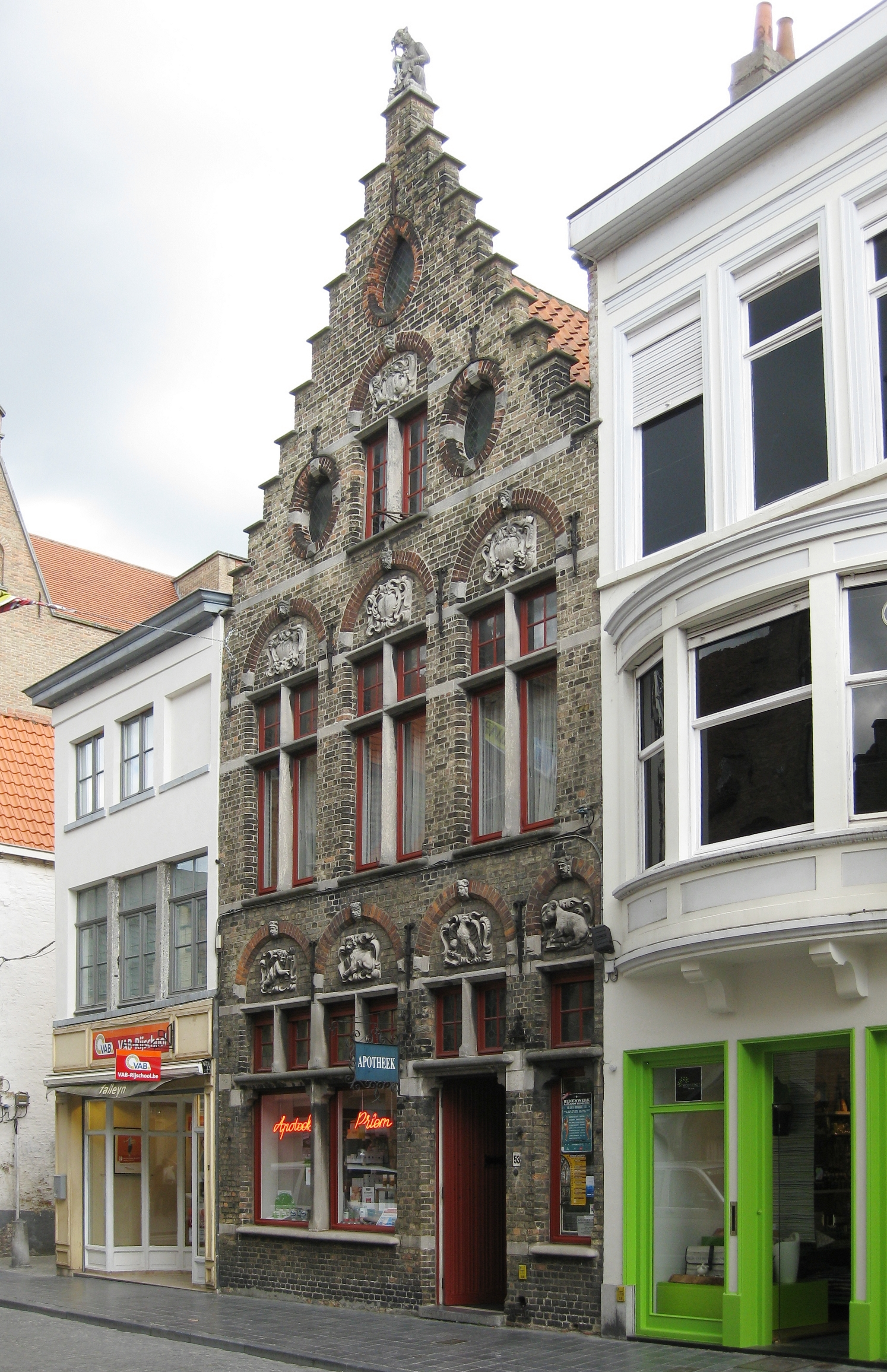
Huis 'Den Grooten Anckere' in de Noordzandstraat

## Bekende bewoners
- Joseph van Huerne
- Amand Neut